# Piotr Wieczorek (mikrobiolog)
Piotr Wieczorek – polski naukowiec, lekarz, mikrobiolog, doktor habilitowany nauk medycznych.

## Życiorys
W 1997 uzyskał tytuł lekarza na Akademii Medycznej w Białymstoku, gdzie w 2001 rozpoczął pracę na stanowisku asystenta w Zakładzie Diagnostyki Mikrobiologicznej. W 2009 pod kierunkiem dr hab. Elżbiety Tryniszewskiej obronił pracę doktorską pt. „Charakterystyka fenotypowa i genotypowa klinicznych szczepów Acinetobacter baumannii izolowanych od pacjentów hospitalizowanych” uzyskując stopień naukowy doktora nauk medycznych. W 2016 na podstawie osiągnięć naukowych i złożonej rozprawy „Mechanizmy oporności bakterii na antybiotyki jako problem terapeutyczny” uzyskał stopień naukowy doktora habilitowanego nauk medycznych. Posiada specjalizację z mikrobiologii lekarskiej.
Zatrudniony jest na stanowisku adiunkta w Zakładzie Diagnostyki Mikrobiologicznej i Immunologii Infekcyjnej Uniwersytetu Medycznego w Białymstoku.